# Wahlen zum Senat der Vereinigten Staaten 1814 und 1815
Die Wahlen zum Senat der Vereinigten Staaten 1814 und 1815 zum 14. Kongress der Vereinigten Staaten fanden zu verschiedenen Zeitpunkten statt. Es waren die Halbzeitwahlen (engl. midterm election) in der Mitte von James Madisons zweiter Amtszeit. Vor der Verabschiedung des 17. Zusatzartikels wurden die Senatoren nicht direkt gewählt, sondern von den Parlamenten der Bundesstaaten bestimmt.
Zur Wahl standen die zwölf Sitze der Senatoren der Klasse I, die 1808 und 1809 für eine Amtszeit von sechs Jahren gewählt worden oder später nachgerückt waren. Für zwei dieser Sitze sowie fünf weitere der beiden anderen Klassen waren Nachwahlen nötig, bei denen die Föderalisten einen Sitz von den Republikanern gewinnen konnten. Der Klasse-II-Sitz in Virginia konnte nicht besetzt werden, da Senator Giles erst am 3. März 1815 zurückgetreten war, also unmittelbar vor Beginn des neuen Kongresses.
Von den 12 regulär zur Wahl stehenden Sitzen waren acht von Republikanern, die heute meist als Demokraten-Republikaner bezeichnet werden, und vier von Föderalisten besetzt. Die Föderalisten und einer der Republikaner wurden wiedergewählt, vier weitere Sitze hielten die Republikaner, einen Sitz gewannen die Föderalisten von ihnen. Zwei Sitz verloren die Republikaner, da die Parlamente in Maryland und Tennessee nicht gewählt hatten. Den vakanten Sitz von Tennessee konnten sie aber noch vor der ersten regulären Sitzung des Kongresses durch eine Nachwahl wieder besetzen. Damit verringerte sich die Mehrheit der Republikaner, die am Ende des 13. Kongresses bei 26 (25 ohne Giles) gegen zehn Föderalisten gelegen hatte, auf 23 Republikaner gegen elf Föderalisten, zwei Sitze waren vakant.

## Ergebnisse

### Wahlen während des 13. Kongresses
Die Gewinner dieser Wahlen wurden vor dem 4. März 1815 in den Senat aufgenommen, also während des 13. Kongresses.
| Staat          | Amtierender Senator    | Partei       | Nachwahl   | Datum         | Ergebnis                   | Neuer Senator      |
| -------------- | ---------------------- | ------------ | ---------- | ------------- | -------------------------- | ------------------ |
| Kentucky       | George Walker, ernannt | Republikaner | Klasse II  | 16. Dez. 1814 | von Republikanern gehalten | William T. Barry   |
| Kentucky       | Jesse Bledsoe          | Republikaner | Klasse III | 3. Jan. 1815  | von Republikanern gehalten | Isham Talbot       |
| New Hampshire  | Nicholas Gilman        | Republikaner | Klasse II  | 24. Juni 1814 | Zugewinn Föderalisten      | Thomas W. Thompson |
| North Carolina | David Stone            | Republikaner | Klasse III | 30. Dez. 1814 | von Republikanern gehalten | Francis Locke      |
| Ohio           | Thomas Worthington     | Republikaner | Klasse I   | 10. Dez. 1814 | von Republikanern gehalten | Joseph Kerr        |
| Pennsylvania   | Michael Leib           | Republikaner | Klasse III | 24. Feb. 1814 | von Republikanern gehalten | Jonathan Roberts   |
| Virginia       | Richard Brent          | Republikaner | Klasse I   | 2. Jan. 1815  | von Republikanern gehalten | James Barbour      |
| Virginia       | vakant                 | vakant       | Klasse II  | keine Wahl    | keine Wahl                 | vakant             |

- Republikaner bezeichnet Angehörige der heute meist als Demokratisch-Republikanische Partei oder Jeffersonian Republicans bezeichneten Partei.
- ernannt: Senator wurde vom Gouverneur als Ersatz für einen ausgeschiedenen Senator ernannt, Nachwahl nötig.

### Wahlen zum 14. Kongress
Die Gewinner dieser Wahlen wurden am 4. März 1815 in den Senat aufgenommen, also bei Zusammentritt des 14. Kongresses. Alle Sitze dieser Senatoren gehören zur Klasse I.
| Staat         | Amtierender Senator | Partei       | Datum          | Ergebnis                   | Neuer Senator      |
| ------------- | ------------------- | ------------ | -------------- | -------------------------- | ------------------ |
| Connecticut   | Samuel W. Dana      | Föderalist   | 1815           | wiedergewählt              | Samuel W. Dana     |
| Delaware      | Outerbridge Horsey  | Föderalist   | 13. Jan. 1815  | wiedergewählt              | Outerbridge Horsey |
| Maryland      | Samuel Smith        | Republikaner | 1814 oder 1815 | Verlust Republikaner       | vakant             |
| Massachusetts | Christopher Gore    | Föderalist   | 1815           | wiedergewählt              | Christopher Gore   |
| New Jersey    | John Lambert        | Republikaner | 1. Feb. 1815   | von Republikanern gehalten | James J. Wilson    |
| New York      | Obadiah German      | Republikaner | 7. Feb. 1815   | von Republikanern gehalten | Nathan Sanford     |
| Ohio          | Joseph Kerr         | Republikaner | 7. Jan. 1815   | von Republikanern gehalten | Benjamin Ruggles   |
| Pennsylvania  | Jonathan Roberts    | Republikaner | 10. Dez. 1814  | wiedergewählt              | Jonathan Roberts   |
| Rhode Island  | William Hunter      | Föderalist   | 4. Nov. 1814   | wiedergewählt              | William Hunter     |
| Tennessee     | Joseph Anderson     | Republikaner | 1814 oder 1815 | Verlust Republikaner       | vakant             |
| Vermont       | Jonathan Robinson   | Republikaner | 25. Okt. 1814  | Zugewinn Föderalisten      | Isaac Tichenor     |
| Virginia      | Richard Brent       | Republikaner | 14. Nov. 1814  | von Republikanern gehalten | James Barbour      |

- Republikaner bezeichnet Angehörige der heute meist als Demokratisch-Republikanische Partei oder Jeffersonian Republicans bezeichneten Partei.
- wiedergewählt: ein gewählter Amtsinhaber wurde wiedergewählt.

### Wahlen während des 14. Kongresses
Die Gewinner dieser Wahlen wurden nach dem 4. März 1815 in den Senat aufgenommen, also während des 14. Kongresses.
| Staat          | Amtierender Senator | Partei       | Nachwahl   | Datum         | Ergebnis                   | Neuer Senator      |
| -------------- | ------------------- | ------------ | ---------- | ------------- | -------------------------- | ------------------ |
| North Carolina | Francis Locke       | Republikaner | Klasse III | 5. Dez. 1815  | von Republikanern gehalten | Nathaniel Macon    |
| Tennessee      | vakant              | vakant       | Klasse I   | 10. Okt. 1815 | Zugewinn Republikaner      | George W. Campbell |
| Tennessee      | Jesse Wharton       | Republikaner | Klasse II  | 10. Okt. 1815 | von Republikanern gehalten | John Williams      |

- Republikaner bezeichnet Angehörige der heute meist als Demokratisch-Republikanische Partei oder Jeffersonian Republicans bezeichneten Partei.

## Einzelstaaten
In allen Staaten wurden die Senatoren durch die Parlamente gewählt, wie durch die Verfassung der Vereinigten Staaten vor der Verabschiedung des 17. Zusatzartikels vorgesehen. Das Wahlverfahren bestimmten die Staaten selbst, es war daher von Staat zu Staat unterschiedlich. Teilweise ergibt sich aus den Quellen nur, wer gewählt wurde, aber nicht wie.
Parteien im modernen Sinne gab es zwar nicht, aber die meisten Politiker der jungen Vereinigten Staaten lassen sich im First Party System der Föderalistischen Partei zuordnen oder der Republikanischen Partei, die zur Unterscheidung von der 1854 gegründeten Grand Old Party meist als Demokratisch-Republikanische Partei oder Jeffersonian Republicans bezeichnet wird.